# 丹錫高速道路
丹錫高速道路（簡体字: 丹东—锡林浩特高速公路）、通称丹錫高速道路（簡体字: 丹锡高速公路）は、中華人民共和国の遼寧省丹東市と内モンゴル自治区シリンホト市を結ぶ高速道路である。全線が開通すると路線長は 960kmとなる。
現在は、丹東、バイリン右旗間の区間が供用中である。